# Sveriges herrlandskamper i ishockey under 1920-talet
Sveriges herrlandskamper i ishockey under 1920-talet omfattade bland annat tre olympiska spel. Det svenska landslaget kom på en fjärdeplats både i OS i Antwerpen 1920 och OS i Chamonix 1924, men i OS i Sankt Moritz 1928 tog Sverige silver.

## 1920
| Datum    | Spelplats |                    |           | Resultat | Typ av match |
| -------- | --------- | ------------------ | --------- | -------- | ------------ |
| 23 april | Antwerpen | Belgien            | Sverige   | 0 – 8    | OS 1920      |
| 25 april | Antwerpen | Sverige            | Frankrike | 4 – 0    | OS 1920      |
| 26 april | Antwerpen | Kanada (1931-1965) | Sverige   | 12 – 1   | OS 1920      |
| 27 april | Antwerpen | Sverige            | USA       | 0 – 7    | OS 1920      |
| 28 april | Antwerpen | Sverige            | Schweiz   | 4 – 0    | OS 1920      |
| 29 april | Antwerpen | Tjeckoslovakien    | Sverige   | 1 – 0    | OS 1920      |

## 1921
| Datum       | Spelplats |         |                 | Resultat | Typ av match  |
| ----------- | --------- | ------- | --------------- | -------- | ------------- |
| 18 februari | Stockholm | Sverige | Tjeckoslovakien | 1 – 2    | Träningsmatch |
| 23 februari | Stockholm | Sverige | Tjeckoslovakien | 7 – 4    | EM 1921       |

## 1922
| Datum       | Spelplats    |                 |                | Resultat | Typ av match  |
| ----------- | ------------ | --------------- | -------------- | -------- | ------------- |
| 15 februari | Sankt Moritz | Schweiz         | Sverige        | 0 – 7    | EM 1922       |
| 17 februari | Sankt Moritz | Tjeckoslovakien | Sverige        | 3 – 2    | EM 1922       |
| 17 februari | Sankt Moritz | Schweiz         | Sverige        | 2 – 5    | Kulm cup 1922 |
| 18 februari | Sankt Moritz | Sverige         | Storbritannien | 1 – 1    | Kulm cup 1922 |
| 19 februari | Sankt Moritz | Tjeckoslovakien | Sverige        | 0 – 4    | Kulm cup 1922 |

## 1923
| Datum       | Spelplats |           |                 | Resultat | Typ av match  |
| ----------- | --------- | --------- | --------------- | -------- | ------------- |
| 3 februari  | Antwerpen | Belgien   | Sverige         | 3 – 6    | Träningsmatch |
| 4 februari  | Antwerpen | Belgien   | Sverige         | 1 – 8    | Träningsmatch |
| 25 februari | Stockholm | Sverige   | Tyskland        | 6 – 1    | Träningsmatch |
| 7 mars      | Antwerpen | Sverige   | Tjeckoslovakien | 4 – 2    | EM 1923       |
| 8 mars      | Antwerpen | Frankrike | Sverige         | 4 – 3    | EM 1923       |
| 9 mars      | Antwerpen | Schweiz   | Sverige         | 0 – 6    | EM 1923       |
| 13 mars     | Paris     | Sverige   | Schweiz         | 6 – 2    | Träningsmatch |

## 1924
| Datum       | Spelplats |                     |                    | Resultat                 | Typ av match        |
| ----------- | --------- | ------------------- | ------------------ | ------------------------ | ------------------- |
| 28 januari  | Chamonix  | Sverige             | Schweiz            | 9 – 0                    | OS 1924             |
| 29 januari  | Chamonix  | Sverige             | Kanada (1931-1965) | 0 – 22                   | OS 1924             |
| 30 januari  | Chamonix  | Tjeckoslovakien     | Sverige            | 3 – 9                    | OS 1924             |
| 2 februari  | Chamonix  | USA                 | Sverige            | 20 – 0                   | OS 1924             |
| 3 februari  | Chamonix  | Sverige             | Storbritannien     | 3 – 4                    | OS 1924             |
| 7 februari  | Paris     | Sverige             | Tjeckoslovakien    | 3 – 2, efter förlängning | Jean Potin Cup 1924 |
| 9 februari  | Paris     | Storbritannien      | Sverige            | 3 – 7, efter förlängning | Jean Potin Cup 1924 |
| 10 februari | Antwerpen | Belgien             | Sverige            | 1 – 2, efter förlängning | Träningsmatch       |
| 11 mars     | Antwerpen | Belgien             | Sverige            | 1 – 9                    | EM 1924             |
| 14 mars     | Milano    | Italien (1861-1946) | Sverige            | 1 – 7                    | Träningsmatch       |
| 15 mars     | Milano    | Belgien             | Sverige            | 1 – 12                   | Träningsmatch       |
| 15 mars     | Milano    | Spanien             | Sverige            | – (Spanien lämnade WO)   | EM 1924             |
| 15 mars     | Milano    | Schweiz             | Sverige            | 2 – 6                    | EM 1924             |
| 16 mars     | Milano    | Sverige             | Frankrike          | 1 – 2                    | EM 1924             |

## 1925
| Datum       | Spelplats |                     |         | Resultat | Typ av match  |
| ----------- | --------- | ------------------- | ------- | -------- | ------------- |
| 17 november | Milano    | Italien (1861-1946) | Sverige | 0 – 6    | Träningsmatch |

## 1926
| Datum       | Spelplats |         |       | Resultat | Typ av match  |
| ----------- | --------- | ------- | ----- | -------- | ------------- |
| 15 februari | Stockholm | Sverige | Polen | 6 – 1    | Träningsmatch |

## 1927
| Datum      | Spelplats |         |                    | Resultat | Typ av match  |
| ---------- | --------- | ------- | ------------------ | -------- | ------------- |
| 6 februari | Stockholm | Sverige | Kanada (1931-1965) | 1 – 12   | Träningsmatch |

## 1928
| Datum       | Spelplats    |                    |                 | Resultat | Typ av match  |
| ----------- | ------------ | ------------------ | --------------- | -------- | ------------- |
| 29 januari  | Helsingfors  | Finland            | Sverige         | 1 – 8    | Träningsmatch |
| 30 januari  | Helsingfors  | Finland            | Sverige         | 1 – 3    | Träningsmatch |
| 9 februari  | Davos        | Tyskland           | Sverige         | 0 – 9    | Träningsmatch |
| 11 februari | Sankt Moritz | Sverige            | Tjeckoslovakien | 3 – 0    | OS 1928       |
| 12 februari | Sankt Moritz | Sverige            | Polen           | 2 – 2    | OS 1928       |
| 17 februari | Sankt Moritz | Kanada (1931-1965) | Sverige         | 11 – 0   | OS 1928       |
| 18 februari | Sankt Moritz | Schweiz            | Sverige         | 0 – 4    | OS 1928       |
| 19 februari | Sankt Moritz | Sverige            | Storbritannien  | 3 – 1    | OS 1928       |

## 1929
| Datum   | Spelplats |                |         | Resultat | Typ av match  |
| ------- | --------- | -------------- | ------- | -------- | ------------- |
| 26 mars | London    | Storbritannien | Sverige | 0 – 0    | Träningsmatch |
| 27 mars | London    | Storbritannien | Sverige | 3 – 5    | Träningsmatch |